# Sázava (ort i Tjeckien, Vysočina)
Sázava är en ort i Tjeckien.   Den ligger i regionen Vysočina, i den centrala delen av landet, 120 km sydost om huvudstaden Prag. Sázava ligger 504 meter över havet och antalet invånare är 592.
Terrängen runt Sázava är huvudsakligen platt. Sázava ligger nere i en dal.Runt Sázava är det tätbefolkat, med 591 invånare per kvadratkilometer. Närmaste större samhälle är Žďár nad Sázavou, 5,9 km öster om Sázava. Runt Sázava är det i huvudsak tätbebyggt.